# وحدتیه
وحدتیه شهری از توابع بخش سعدآباد شهرستان دشتستان استان بوشهر در جنوب ایران است.

## موقعیت
وحدتیه در حدود ۹۰ کیلومتر با شهر بوشهر فاصله دارد و در فاصله ۲۸ کیلومتری شهر برازجان، مرکز شهرستان دشتستان قرار دارد. این شهر از پیوستن دو روستا به نام‌های بی براء و مزارعی در سال ۱۳۷۹ به شهری کوچک تبدیل شده است؛ که دلیل نامگذاری آن نیز اتحاد و به هم چسبیدن این دو روستا است. در ضمن بزرگ‌ترین روستای استان نیز قبل از شهر شدن به‌شمار می‌رفته است. قبل از انقلاب ایران یعنی در زمان پهلوی هر یک از روستاها که فاصله شاید یک یا دو کیلومتری با هم داشتند از هم تفکیک بودند که مرز ما بین آن‌ها یک دره بود که هم‌اکنون به مهم‌ترین مکان تجاری شهر تبدیل شده است. هم‌اکنون روستاهایی مثل سرقنات، اسلام‌آباد، سیامنصور، سبا، جرءاولیا، جرءوسطی، جرءسفلا، پلنگی نیز از توابع شهر وحدتیه به حساب می‌آید.

## جمعیت
بر اساس سرشماری ۱۳۸۵ جمعیت آن ۱۱۰۲۳نفر (۲۲۵۰خانوار) می‌بود. شاید بتوان گفت حدود ۴۰ یا ۶۰ درصد اهالی شهر را مهاجرین یعنی کسانی که از شهرها و روستاهای اطراف به این روستا نقل مکان کرده‌اند تشکیل داده‌اند.

## محصولات
وَحدَتیه شهری نفت‌خیز در شهرستان دشتستان است.
مهم‌ترین پیشه مردمانش کشاورزی است؛ و فراورده‌های اصلی آن خرما و گندم است که البته در چند سال اخیر با فراهم شدن امکانات، کشت هندوانه، خربزه و سایر محصولات جالیزی در آن رونق فراوانی گرفته است.
قبل از جنگ ایران و عراق کشور عراق بزرگ‌ترین صادرکننده خرما به دنیا بود که پس از جنگ، ایران جای آن کشور را گرفت. بیشتر نخل‌های ایران در استان بوشهر و در شهرستان دشتستان قرار دارد. شهر وحدتیه نیز نخل‌های بسیاری دارد. مردم این شهر از تمام قسمت‌های نخل استفاده می‌کنند. از جمله از برگهای به عنوان زنبیل استفاده می‌کنند که در شهر دزفول بافته ودر دشتستان مورد استفاده قرار میگیردو همچنین برای حمل خرما به کار می‌رود. شاخه‌های بالای نخل برای ساختن خانه‌هایی موقتی کپر چوب نخل نیز در قدیم برای ساختن خانه‌ها مورد استفاده قرار می‌گرفت چون بسیار محکم بودند؛ و در جوانه (مریستم راس) آن چیزی بنام پنیز وجود دارد که سفید رنگ است و بسیار خوشمزه و مقوی است. طبق نظریه کارشناسان بهترین نوع خرما از نظر مرغوبیت و کیفیت رتبه نخست کشوری را دارا می‌باشد. سالانه چهار هزار تن خرما به کشورهای حوزه خلیج فارس و کشورهای همسود صادر می‌کند.

## جاذبه‌های گردشگری شهر وحدتیه
شهر وحدتیه جاذبه‌های متعدد طبیعی و تاریخی دارد. ازجمله این ظرفیت‌ها می‌توان به موارد زیر اشاره کرد:
الف}جاذبه‌های طبیعی
۱. نخلستان‌های سرسبز
در شهرستان دشتستان حدود ۴٫۵ میلیون اصله نخل وجود دارد. بخش اعظمی از این نخیلات در شهر وحدتیه قرار دارند.
۲. کوه‌های زیبا
کوه‌های شهر وحدتیه به دلیل پدیده‌های طبیعی مناسب برای طبیعت گردی است. خیلی از مسیر هادر کوه توسط شرکت نفت جاده‌هایی بعضاً آسفالته برای تردد کشیده شده و می‌توان تا ارتفاع بالایی از این کوه‌ها را با ماشین طی کرد. در این میان این کوه‌ها کوه موسوم به نرگسی در فصل بهار محل رشد گل‌های نرگس است. تنگ پلنگی دارای کوه‌هایی به شکل‌های عجیب و غریب و دیدنی است. در میان کوه‌ها چندین آبشار زیبا وجود دارد که معمولاً در زمستان و فصل بارندگی جاری هستند. گونه‌های جانوری جالبی هم در این کوه‌ها زندگی می‌کنند مثل پلنگ ایرانی، تشی، گراز، خرگوش، کفتارو… صخره پرستوها رو از دست ندید… صدها پرستو که در زیر صخره‌ای بزرگ مامن گرفته‌اند. در حاشیه رودخانه شاهپور و در دل کوهستان نیز با کمی کوه‌نوردی به سدی باستانی با مجموعه‌ای از کانال‌های انتقال آب به دشت می‌رسید که موسوم به سد سبا ست و متعلق به دوره هخامنشیان. این کوه‌ها بین دو رود دالکی و شاه پور و دو سد قرار گرفته. سد رئیسعلی بر روی رود شاهپور و سد دالکی (در دست احداث) بر روی رود دالکی. این کوه‌ها برای علاقه‌مندان به صخره‌نوردی نیز جاذبه‌هایی بی‌نظیر دارد.
۳. رودخانه‌ها و دریاچه‌های زیبا
دشت وحدتیه محصور میان دو رودخانه دائمی شاهپور و دالکی است. چند سالی است که بر روی رود شاهپور سد رئیسعلی احداث شده است و دریاچه پشت این سد تبدیل به یکی از جاذبه‌های گردشگری شهر شده است. عملیات احداث سد مخزنی بر روی رود دالکی هم در سال ۱۳۹۲ آغاز شد.
ب) جاذبه‌های تاریخی
۱. سدهای باستانی:
دشت وحدتیه در طول سده‌های پیشین سکونت گاه بوده است. وجود سدهای مربوط به دوران هخامنشیان و کانال‌های انتقال آب به زمین‌های کشاورزی دشت وحدتیه از طرفی و وجود کارگاه باستانی تراش سنگ آسیاب از طرف دیگر گواهی بر این ادعاست. سد سبا در ارتفاعات شرقی شهر و سدی دیگر در دامنه کوهستان با معماری جالب و پول و کاروانسرای گور دختر از این جمله‌اند.

## آب و هوا
این شهر دارای آب و هوای تقریباً بیابانی است تابستان بسیار گرمی دارد بقول خودشان خرماپزان ولی در زمستان هوای بسیار مطبوعی دارد و تقریباً می‌توان گفت بهار این سرزمین در فصل زمستان است. زمان بارندگی‌ها معمولاً از آبان ماه شروع شده و نهایتاً تا فروردین ادامه دارد. شاید دو یا سه بار گزارش بارش برف نیز در این منطقه شده است دره‌های این منطقه به‌طور فصلی آب دارد و پس از اتمام بارندگی خشک می‌شوند.

## گیاهان
کوه‌ها و بیابان‌های اطراف این شهر در فصل زمستان و تا اوایل بهار سرسبز و زیباست. از گل‌های مشهور این شهر می‌توان گل نرگس و گل شقایق را نام برد. در قسمتی از کوه‌های این شهر بنام نرگسی گل نرگس بسیار زیاد می‌روید که فضا را خوشبو و زیبا می‌سازد در فصول بارندگی گیاهان دارویی زیادی در این نواحی می‌روید. از جمله بنگو. سربرنجاس و… از درختان جنگلی این شهر می‌توان از درخت کنار، گز و.. نام برد. از میوه‌های وحشی این منطقه می‌توان از لیجی نام برد که هم به صورت خام مصرف می‌شود هم به صورت ترشی جات.

## دنیای وحش
به دلیل تنوع اقلیم منطقه که شامل کوه، دشت، نخلستان، رود و دریاچه است گونه‌های زیستی بسیاری در منطقه وحدتیه یافت می‌شود. در کوه‌های منطقه طی سال‌های اخیر گونه کمیاب پلنگ ایرانی مشاهده شده است. در طی فصول مختلف گونه‌های محتلف مهاجر به دلیل وجود آب مناسب در این منطقه به اینجا کوچ می‌کنند. با شروع بهار هزاران قمری به این منطقه کوچ و در نخلستان‌های منطقه به زادو ولد می‌پردازند.
جانوران: پلنگ ایرانی، گربه وحشی، خرگوش، شغال، کفتار، تشی، گراز، سمور، موش صحرایی و …
پرندگان:هوبره، کبک، تیهو، بلبل خرما، کبوتر، قمری، انواع پرندگان شکاری، جغد سفید، سبز قبا، لیکو، هدهد، پرستوو…
خزندگان:چندین گونه مار و مارمولک و…
حشرات:انواع سوسک، چندین نوع مورچه، چند گونه ملخ، پروانه و…

## ورزش
بیشتر مردم این شهر به فوتبال علاقه فراوانی دارند و دارای باشگاه‌های فوتبال زیادی است که پیشرفت قابل توجهی داشته‌اند.
البته اهالی این شهر در ورزش‌های رزمی نیز فعالیت خوبی دارند و حتی طی دو سال ۷۹ و ۸۰ تیم انتخابی باشگاه کاراته این شهر توانست در مسابقات انتخاب کشوری خود را خوب نشان دهد.
درچند سال اخیر دو سالن سرپوشیده در شهر احداث شده. ورزشگاه شهید پاسالار نیز دارای زمین چمن می‌باشد. درسال‌های اخیر چند دوره مسابقات اسب دوانی در شهر برگزار شده است. از ورزش و تفریحات قدیمی این شهر نیز می‌توان می‌توان به الغتری،شنتیلی شیتو، کری در آب، دوبر (نوعی قایم موشک گروهی) وگیری (مخصوص در آب) اشاره کرد.

## سوغات
مهم‌ترین سوغاتی وحدتیه عبارت است از: خرما، رطب، خارک، حصیر و سایر محصولات بافته شده با برگ نخل، ظروف سفالی، قالی، قالیچه، گبه، گلیم، نمد، گیوه، عبا، ملحفه، قبا، ارده (شیره کنجد)، انواع حلوا، گرده و مشتک و انواع دیگر نان محلی، لورک و ماست و سایر لبنیات محلی، خاک شیر (درمان درد معده)، زیره (دفع باد شکم)، بنگو، گل گاوزبان و شنبلیله.

## غذاها محلی
یکی از قدیمی‌ترین غذاهای محلی این شهر للک است. از دیگر غذاها می‌توان از شله ماشکی. حلیم. تلیت کشک. قلیه ماهی. پلو میگو. رشته تپک. مشتک جیکه ملو. شلشلک… نام برد.